# Marijan Brnčić
Marijan Brnčić (Cirquenizza, 23 luglio 1940) è un ex calciatore e allenatore di calcio jugoslavo, croato dal 1991, di ruolo difensore.

## Palmarès

### Giocatore

#### Competizioni nazionali
- Kup Maršala Tita: 1

Dinamo Zagabria: 1969

#### Competizioni internazionali
- Coppa delle Fiere: 1

Dinamo Zagabria: 1966-1967